# 성결 운동
성결 운동(Holiness movement) 은 19세기 미국에서 일어난 개신교 신앙운동이다. 18세기 존 웨슬리의 그리스도인의 완전론 또는 완전성화론을 뿌리로 하나, 미국 동부와 중서부에서 일어난 제2차 대각성 운동과 남북전쟁 이후, 캠프 미팅 등을 중심으로 한 초교파적인 부흥운동으로 성장하며 다양한 신학적, 선교적 흐름을 형성했다. 피비 팔머로 대표되는 웨슬리안 성결운동과 찰스 피니로 대표되는 칼빈주의적 성결운동(오벌린 완전주의, 고상한 그리스도인 생활운동, 케직 사경회 등)으로 구별할 수 있다. 20세기에 들어, 1906년 로스앤젤레스에서 흑인 설교가 윌리엄 시모어에 의해 주도된 아주사 부흥운동을 기점으로 오순절 운동으로 발전했다.
성결운동은 개인의 내적 변화 뿐 아니라 사회의 개혁에도 깊은 관심을 가졌다. 예를 들면, 웨슬리안감리교회(현, 웨슬리안교회)는 노예제 찬성에 반대하여, B.T.로버츠의 자유감리교회는 지정석 제도에 반대하여 모 교단으로부터 분리된 경우였다.
사중복음 또는 순복음 (중생, 성결, 신유, 재림) 표제는 얼라이언스교단(CM&A)을 창립한 A.B.심슨이 사용하기 시작한 것으로 알려져 있다. 성결운동 당시에 이 표제는 다양한 사람에 의해 다양한 방식으로 이해되었다. 동일한 표제를 공유하더라도, 각 분파의 신학적 지향에 따라 이해의 방식이 다르다. 나사렛교회를 비롯한 감리교 분파들은 중생과 성결의 표제만을 주로 강조하고, 포스퀘어교단(The Foursquare Church)에 속한 대한예수교복음교회는 사중복음 모두를 받아들이되 오순절적으로 이해한다. 기독교대한하나님의성회는 조용기의 해석을 받아들여 오중복음과 삼중축복 개념을 강조한다.
한국의 성결운동은 찰스 카우만, 어니스트 길보른, 그리고 나카다 주지가 세운 동양선교회(현, One Mission Society)의 한국 선교(1907)를 기점으로 시작된다. 특히 카우만은 존 웨슬리의 점진적 성화론과 마틴 냅의 급진적 성결운동의 영향을 모두 받았다. 동양선교회 뿌리의 기성과 예성은 존 웨슬리와 마틴 냅 사이의 신학적 긴장을 모두 수용한다. 전천년설과 환난전 휴거설의 재림론은 윌리엄 E. 블랙스톤의 영향을 받았다.
한국의 성결운동 계열 주요 교단으로는 기독교대한성결교회, 예수교대한성결교회, 대한기독교나사렛성결회, 한국구세군 등이 있다.

## 같이 보기
- 한국의 성결교회
- 기독교대한성결교회
- 예수교대한성결교회
- 대한기독교나사렛성결회
- 일본홀리니스교회
- 기독교대만성교회
- 서울신학대학교
- 성결대학교
- 나사렛대학교
- 감리교
- 찰스 카우만